# RAF Henlow
La RAF Henlow (Royal Air Force Station Henlow) est une base de la Royal Air Force (RAF) située à Henlow, dans le Bedfordshire.
Fondée en 1918, elle accueille aujourd'hui le RAF Centre of Aviation Medicine (en) et le Joint Arms Control Implementation Group (en) (JACIG). Sa fermeture, annoncée en 2016, a été repoussée jusqu'en 2026.